# John Taolo Gaetsewe
John Taolo Gaetsewe (dawniej Kgalagadi) – dystrykt w Republice Południowej Afryki, w Prowincji Przylądkowej Północnej. Siedzibą administracyjną dystryktu jest Kuruman.
Dystrykt dzieli się na gminy:
- Gamagara
- Joe Morolong
- Ga-Segonyana